# Commissie-Janssens
De Commissie-Janssens was een ad-hoconderzoeksorgaan opgericht door de Congolese koloniale autoriteiten naar aanleiding van de internationale beschuldigingen over wanbehandeling van de inheemse bevolking, met name het rapport-Casement van 1904.

## Omschrijving
Koning Leopold II had geveinsd dat de beschuldigingen van een absoluut gebrek aan veldkennis getuigden. Hij had gesuggereerd dat een objectieve commissie tot andere conclusies zou komen, en zag zich er nu onder Britse druk toe genoopt om daar werk van te maken. Na enig gebakkelei over de samenstelling, werd de commissie opgericht per decreet van 23 juli 1904. Ze bestond uit de Belg Edmond Janssens (advocaat-generaal bij het Hof van Cassatie), de Italiaanse baron Giacomo Nisco (interim-voorzitter van het hof van beroep te Boma) en de Zwitserse jurist en politicus Edmund von Schumacher (rechter in het kanton Luzern en broer van de Belgische ereconsul in Zwitserland Felix von Schumacher). Zij waren vergezeld van een secretaris, Victor Denyn (substituut-procureur te Antwerpen) en van de tolk-Engels Henri Grégoire, een neef van voorzitter Janssens.
De commissie stuurde een vragenlijst aan de missionarissen en reisde van oktober 1904 tot februari 1905 door het land. Ze volgde hetzelfde traject als Casement tijdens zijn inspectiereis, en kwam dus niet in de duistere rubbergebieden. Nochtans was het eindrapport van 30 oktober 1905 veel vernietigender dan verwacht. De wantoestanden bleken niet alleen reëel, maar ook courante praktijk: het opsluiten van vrouwelijke gijzelaars, het vernederen van stamhoofden door serviel werk, de afranselingen met de chicotte, de brutaliteit van de zwarte opzichters... Het bood de critici van Leopold extra munitie en droeg ertoe bij dat de vorst enkele jaren later zijn Vrijstaat los moest laten. In een eerste fase stelde de Kongolese overheid een nieuwe commissie in die de hervormingssuggesties van de onderzoekscommissie moest opvolgen.
De documentatie van de commissie-Janssens verdween in de archieven van het Belgische ministerie van Buitenlandse Zaken en bleef nog 80 jaar lang afgeschermd van onderzoekers, tot Daniël Vangroenweghe er de hand op kon leggen.

## Voetnoten
1. ↑  Edmond Janssens e.a., "Rapport de la Commission d'enquête", in: Bulletin Officiel de l'État Indépendant du Congo, XXI, 1905, blz. 195